# Gothic 2: Night of the Raven

## Gothic 2: Night of the Raven
Gothic 2:Night of the Raven [Gothic 2 : Noć Gavrana], skraćeno NotR službeno je proširenje (ekspanzija) Gothica 2. Proširenje se uglavnom bavi daljnjim produbljivanjem priče i svijeta već prisutnih u Gothicu 2, dodajući novi svijet, nazvan Jharkendar, nove atribute, oružja, likove i druge predmete.
Kad je prvi put izašao 2003., Night of Raven bio je dostupan samo na njemačkom jeziku, dok je engleska verzija izašla 2005. kao dio Gothic II Gold paketa. 

### Igrivost
Proširenje ne donosi značajne promjene u mogućnosti igranja. Međutim, autori su promijenili cijelu igru čineći je težom. To povećanje težine postigli su dodavanjem novih, opasnijih zvijeri i protivnika, ograničavanjem broja efekata trajnih napitaka, a i učinili su atribute i stvari mnogo skupljim.
Također su predstavljene nove vještine. Heroj sada može naučiti čitati natpise na kamenim pločama koje mogu povisiti njegove atribute. Također su vratili akrobatsku vještinu, koja se dobiva kad Heroj postigne 90 dexterityja. Uz dodavanje novoga dijela svijeta, mnoge beznačajne lokacije i likovi iz Gothica 2 modificirani su i nađena im je svrha.

## Priča
Proširena priča iz Gothica 2 predstavlja novi svijet nazvan Jharkendar. Smješten na sjeveroistočnoj strani otoka Khorinisa, Jharkendar je predstavljen kao drevan, napušten grad.
Heroj pomaže Čarobnjacima vode, koji postoje u Gothicu, ali nije ih bilo u Gothicu 2, riješiti misterij nestanka ljudi iz Khorinisa. Otkrije da su ih oteli banditi i odveli kao roblje u Jharkendar. Poslije prolaska kroz portal do Jharkendara, Heroj saznaje o novim opasnostima koje prijete Khorinisu. Tamo otkrije da banditi koriste robove za iskapanja artefakata i zlata. Uz pomoć pirata (nove organizacije predstavljene u ekspanziji), Heroj uspije ući u banditski kamp, osloboditi robove i poraziti Ravena (lik iz Gothica koji nije bio prisutan u Gothicu 2). Heroj dolazi u posjed drevnog artefakta, Beliar's Claw. Po povratku iz Jharkendara, Heroj nastavlja priču iz Gothica 2.

### Novi svijet
Uz svijet koji je predstavljen u Gothicu 2, ekspanzija dodaje svijet nazvan  Jharkendar. Novi je svijet podijeljen u više područja, svako predstavlja drugi tip klime. Nekoliko građevina, koje su pripadale drevnim ljudima koji su jednom nastanjivali Jharkendar, mogu se naći po njemu. Na sjeverozapadnom dijelu, blizu piratskog kampa nalazi se pustinjski kanjon, dok je u istočnom dijelu močvara u kojoj se nalazi banditski kamp, dok je na jugu šumovita dolina. Na jugu se nalaze planine koje odvajaju Jharkendar od Khorinisa i ostatka otoka.